# De Exorcismis et Supplicationibus Quibusdam
De Exorcismos y Ciertas Súplicas (latín: De Exorcismis et Supplicationibus Quibusdam) es un documento de 84 páginas de la Iglesia católica que contiene la versión actual del Rito de Exorcismo autorizado para su uso en la Iglesia latina.

## Descripción general
El libro ritual fue publicado el 26 de enero de 1999, convirtiéndose en el último libro litúrgico revisado tras el Concilio Vaticano II de 1962-1965. La anterior revisión del documento fue en 1614. En 2004 se publicó una edición ligeramente modificada.
El documento se publicó originalmente sólo en latín, pero existen algunas versiones en lengua vernácula, incluida una traducción al inglés titulada Exorcisms and Related Supplications, que fue confirmada por el Vaticano en diciembre de 2016.

Apártate, pues, transgresor. Apártate, seductor, lleno de mentiras y astucia, enemigo de la virtud, perseguidor del inocente. Cede, criatura abominable, cede, monstruo, cede a Cristo, en quien no encontraste ninguna de tus obras. Pues ya te ha despojado de tus poderes y asolado tu reino, te ha hecho prisionero y ha saqueado tus armas. Os ha arrojado a las tinieblas exteriores, donde os espera a vosotros y a vuestros cómplices la ruina eterna. Texto parcial de la antigua versión en inglés

Siguiendo las tendencias en los enfoques católicos de los supuestos casos de posesión desde el pontificado de León XIII en el siglo XIX, la nueva revisión incluye una advertencia de no confundir enfermedad mental con posesión demoníaca.  También elimina varias descripciones de Satanás, que sentaban mal a la doctrina de la Iglesia, y afirma que el demonio es "un espíritu sin cuerpo, sin color y sin olor"."
La edición de 2004 contiene dos capítulos y dos apéndices.

## Capítulo primero
Título: El rito del Exorcismo.
Este texto se utiliza para la ceremonia formal de los exorcismos solemnes, que siempre se realizan con el permiso expreso de un obispo. Es para uso exclusivo de sacerdotes-exorcistas por mandato.

## Capítulo Dos
Título: Diversos textos que pueden utilizarse ad lib como parte del rito.
Este Capítulo se subdivide en tres secciones: una colección de nueve salmos con oraciones conclusivas; una colección de cinco lecturas  evangélicas; dos pares de fórmulas deprecativas e imperativas de exorcismo.

## Apéndice Uno
Título: Oraciones y exorcismos para uso en circunstancias particulares de la iglesia. 
Una rúbrica introductoria dice: El Diablo y otros demonios no sólo pueden afligir a las personas (por tentación y vejación), sino también a los lugares y objetos, y pueden causar diversas formas de oposición y persecución de la Iglesia. Si el Obispo diocesano, en las circunstancias particulares, juzga oportuno anunciar encuentros para que los fieles oren, bajo la guía y dirección del sacerdote, se pueden tomar oraciones y directivas seleccionadas de las páginas siguientes.
El Apéndice Uno contiene la siguiente liturgia:
- Un saludo litúrgico.
- Una liturgia de la Palabra opcional - lectura(s) y homilía.
- Una colecta dirigida al Espíritu Santo.
- Opcionalmente, intercesiones generales concluyendo con el Padre Nuestro.
- Una declaración de intenciones.
- Un extracto del Salmo 68[6] con la respuesta de la congregación.
- El acto del exorcismo, primero como fórmula deprecativa, luego imperativa.
- La oración Sub tuum praesidium y una versión ligeramente revisada de una oración de exorcismo a San Miguel.
- Una aspersión con agua bendita, bendición y despedida.

## Apéndice Dos
Título: Oraciones que pueden ser utilizadas privadamente por los fieles en la lucha contra los poderes de las tinieblas.
El Apéndice Dos contiene lo siguiente (todo en latín):
- Cinco oraciones  colecta a Dios.
- Una breve letanía de invocaciones a la Santísima Trinidad.
- Una larga letanía de invocaciones a Jesús.
- Breves invocaciones al Señor con la señal de la Cruz.
- Invocaciones a la Santísima Virgen María, incluyendo el Sub tuum y el Memorare.
- La conocida Oración a san Miguel arcángel.
- Una breve letanía de los santos.